# Frauendorf (Groß Gerungs)
Frauendorf je jedno z katastrálních území města Groß Gerungs v okrese Zwettl v rakouské spolkové zemi Dolní Rakousy

## Geografie
Katastrální území se nachází ve Waldviertelu (Lesní čtvrti). Výměra území činí 1,83 kilometrů čtverečních a leží v průměrné nadmořské výšce 700 metrů.

## Historie
Osada byla poprvé zmíněna v roce 1390.
V roce 1934 došlo k velkému požáru v osadě. Tehdy bylo zničeno 14 hospodářských budov, 6 malých domů a kaple. Jen dva domy v osadě byly od požáru ušetřeny (Eichingerů a Schwarzingerů). Tehdy se zranilo 11 osob.

## Doprava
Do osady lze se dostat dvěma cestami. Silnice vede mezi "Klein Gundholzem" a Groß Gerungsem" z Greinerské spolkové silnice č. 119" vzhůru do vsi. Druhá cesta vede mezi Groß Gerungsem a Dietmannsem z „Šumavské spolkové dálnice 38“ na „zemskou silnici 7303“ dolů a po kilometru lesem do osady. Oblíbenou lesní pěší cestou, podél "Kleinen Zwettlu", se obě cesty spojují.